# 哈剌赤
哈剌赤是十四至十六世纪突厥与鞑靼汗国中的贵族头衔。在喀山汗国与西伯利亚汗国也有，最重要的四个有Şirin、Barğın、阿尔根、钦察。